# قرين أبو البول
قُرَيْن أَبُو اَلْبَوْل هي أعلى نقطة في قطر، بارتفاع 103 متر (338 قدم)، تقع جنوب شبه الجزيرة بالقرب من الحدود مع المملكة العربية السعودية.

## روابط خارجية
- باللغة الإنجليزية: Qurayn Abū al Bawl, Al Wakrah, Qatar
- باللغة الإنجليزية mountain-forecast.com, Qurayn Abu al Bawl, last viewed 10. März 2012.